# Баллард, Хэнк
Хэнк Ба́ллард (англ. Hank Ballard), наст. имя — Джон Генри Кендрикс (англ. John Henry Kendricks; 18 ноября 1927 — 2 марта 2003) — американский певец и музыкант, сочинитель песен, лид-вокалист группы «Hank Ballard and The Midnighters».
Теперь его больше всего помнят по записанным с The Midnighters непристойным (особенно по тем временам) песням «Work with Me, Annie», «Annie Had a Baby» и «Annie’s Aunt Fannie». Однако, как указывает сайт Зала славы рок-н-ролла, музыкант внёс большой вклад в становление рок-н-ролльного звучания — своими записями (включая вышеупомянутые) со «скрежещащими гитарами, искаженным звуком и пылким кол-энд-респонсом» (прим.: call and response — это когда один музыкант или певец отвечает на музыкальную фразу, сыгранную или спетую другим).
Принят в Зал славы рок-н-ролла в 1990 году. Кроме того, песня «Work With Me Annie» в исполнении Хэнка Балларда и группы The Midnighters входит в составленный Залом славы рок-н-ролла список 500 Songs That Shaped Rock and Roll.
Умер от рака горла 2 марта 2003 года.

## Дискография
См. «Hank Ballard#Discography» в английском разделе.